# بريان تورنر
بريان تورنر (بالإنجليزية: Bryan S. Turner)‏ هو بروفيسور بريطاني، ولد في 1945 في برمنغهام في المملكة المتحدة.